# Camille Chabaneau
Camille Chabaneau (Nontron, 4 marzo 1831 – Nontron, 21 luglio 1908) è stato un occitanista, grammatico, filologo autodidatta francese.

## Biografia
Figlio di Pierre Paulin, impiegato alle poste, e di Anne-Marie Pastoureau-Vallade. Dal 1846 al 1854, studia l'opera di Raynouard. Come il padre, anche Camille inizia nel 1851 a svolgere il mestiere di impiegato in diverse città (nel 1864 ad Auch e dal 1872 al 1877 a Cognac).  Nel 1854 aderisce al Félibrige diventandone nel 1876 Majoral. Dal 1871 diventa collaboratore alla Société des langues romanes della Revue des langues romanes. Dopo aver esercitato il mestiere di impiegato alle poste ad Angoulême, diventa nel 1878 professore di filologia romanza all'università di Montpellier (senza avere ottenuto il suo baccalaureato). Nel 1879 risulta vincitore all'accademia francese, nel 1880 è ufficiale dell'istruzione pubblica e insignito della Legion d'onore. Nel 1886 è membro all'Académie des inscriptions et belles-lettres, nel 1899 fa parte del Comité des travaux historiques et scientifiques. Nel 1902 diventa vicepresidente del Bournat.

## Opere
- Les biographies des troubadours en langue provençale, 1885[3]
- Deux manuscrits provençaux du XIVe siècle : contenant des poésies de Raimon de Cornet, de Peire de Ladils et d'autres poètes de l'école toulousaine, 1888
- Fragments d'un mystère provençal découverts à Périgueux, publiés, traduits et annotés, 1874
- Histoire et théorie de la conjugaison française, 1868
- La langue et la littérature du Limousin, notice, 1892
- Notes sur quelques manuscrits provençaux perdus ou égarés, suivies de deux lettres inédites de Pierre de Chasteuil-Gallaup, publiées et annotées, 1886
- Sainte Marie-Madeleine dans la littérature provençale, recueil des textes provençaux en prose et en vers relatifs à cette sainte publié avec introductions et commentaires, 1886
- Sur la Langue romane du Midi de la France ou le Provençal, 1885